# Седмогодишњи рат
Седмогодишњи рат је вођен од 1756. до 1763. године између Аустрије, Француске, Русије, Шведске, Шпаније и Саксоније са једне, и Пруске, Велике Британије и Португалије са друге стране.
Главни противници на европским бојиштима били су Аустрија и Пруска (Фридрих II) које су се бориле око Шлеске, а на мору и колонијама Велика Британија и Француска које су ратовале за превласт у Северној Америци и Индији.
Најиздашнију помоћ Аустрији у борби против Пруске пружила је Русија, чија је војска заузела чак и пруску престоницу Берлин. Када је Русија потписала примирје 1762. године са Пруском, Пруска се опоравила и успјела да сачува Шлеску, раније отету од Аустрије. Истовремено је Велика Британија поразила Француску на мору и у колонијама. Миром у Паризу 1763. Пруска је задржала Шлеску и стекла положај велике силе, а Француска је Великој Британији уступила Канаду, земље источно од Мисисипија и Флориде, и готово се сасвим повукла из Индије. По броју ангажованих снага и простору на којем је вођен, Седмогодишњи рат био је до тада највећи сукоб.

## Позадина
За овај рат се често каже да је наставак Рата за аустријско наслеђе који је трајао од 1740. до 1748, у којој је краљ Фридрих II Велики, освојио богату покрајину Шлеску од Аустрије. Царија Марија Терезија је потписала Ахенски мир 1748. да би добила на времену да обнови своје војне снаге и склопи нове савезе, што јој је у знатној мери у успело. Политичка мапа Европе је била поново подељена у наредних неколико година пошто је Аустрија напустила свој двадесетпетогодишњи савез са Великом Британијом. Током Дипломатске револуције из 1756, вишевековни заклети непријатељи: Француска, Аустрија и Русија су направиле један савез против Пруске.
Једина значајна помоћ Пруској дошла је од Велика Британије, њеног новог савезника, чија је владајућа династија сматрала њене старе хановерске поседе у Немачкој угроженим од Француске. У многим погледима две савезнице су одлично надопуњавале једна другу. Британија је имала највећу, најефикаснију морнарицу на свету, док је Пруска имала најмоћнију копнену војску у континенталној Европи. Ово је омогућило Британији да усредсреди своје војне ресурсе на колонијалне експедиције. Британци су се надали да ће нови низ савезништава створених током Дипломатске револуције одржавати мир, али се испоставило да су они били катализатор избијања непријатељства у Европи 1756.
Аустријска војска је претрпела промене по угледу на пруски систем. Марија Терезија, чије је познавање војних питања могло посрамити многе њене генерале, је безобзирно спроводила реформе. Њено интересовање за добробит њених војника јој је задобило њихово неупитно поштовање. Аустрија је доживела неколико понижавајућих пораза од Пруске у претходном рату, и, врло незадовољна ограниченом помоћу коју је добила од Британије, сада је сматрала Француску јединим савезником који јој може помоћи да поврати Шлеску и заустави ширење Пруске.
Још један разлог за рат је настао због жестоке борбе за колонијалну превласт између Британске и Француске империје, које су се, како су се обе шириле, сукобљавале на два континента. Званичном почетку непријатељстава у Европи су претходиле борбе у Северној Америци, где је ширење на запад британских колонија смештених на источној обали почело да угрожава француске интересе у долини Мисисипија крајем 1740-их и почетком 1750-их. Да би спречили ширење Вирџиније и Пенсилваније, Французи су саградили низ утврђења у данашњој западној Пенсилванији средином 1750-их. Британски напори да се уклоне је довео до сукоба који се углавном сматрају делом Француског и индијанског рата, у ком су борбе почеле две године пре почетка непријатељстава у Европи.

## Стратегије
Највећим делом 17. века Француска је на исти начин приступала својим ратовима. Препуштала би колонијама да се саме бране или би пружила минималну помоћ слањем или ограниченог броја војника или неискусних војника, очекујући да ће борбе за колоније ионако вероватно бити изгубљене. Ова стратегија је неким делом била наметнута Француској; њен географски положај у комбинацији са надмоћношћу британске морнарице, би отежао француској морнарици да обезбеди значајну количину залиха и одржава француске колоније. Исто тако, неколико дугих копнених граница је учинило велику домаћу војску императивом за сваког француског владара. Због ових војних потреба, француска влада је засновала своју стратегију на војсци у Европи; она би држала највећи део своје војске на европском континенту, надајући се да би таква војске била победничка у борбама ближе домовини. План је био да се бори до окончања непријатељстава и онда на мировним преговорима да размени територијалне добитке у Европи како би повратила изгубљене прекоморске поседе. Овај приступ није добро послужио Француској у овом рату, јер су колоније заиста биле изгубљене, и упркос томе што је рат у Европи текао добро, до његовог краја Француска је имала мало успеха Европе којима би балансирала.
Британци су, због својих опредељења и због практичних разлога, тежили избегавању великом учешћу своје војске на европском континенту. Тежили су да надокнаде овај недостатак ступајући у савез са једном или више европским сила чији су интереси били супротстављени интересима њихових противника, нарочито Француске. У Седмогодишњем рату Британци су за свог главног савезника изабрали најбољег стратега тог времена Фридриха Великог и његову Пруску, тада силу у успону у средњој Европи, и дали су Фридриху значајна средства да би помагали његове походе. У јасној супротности са Француском, Британија је тежила да активно води рат у колонијама, искоришћавају у потпуности моћ своје морнарице.
 Британци су користили тактику поморске блокаде и бомбардовања непријатељских лука и искоришћавали своју способност да превозе војску морем до максимума. Они би ометали непријатељска снабдевања и нападали непријатељске колоније, често користећи колонисте из оближњих британских колонија за ове подухвате.
Руси и Аустријанци су били решени да смање моћ Пруске, нове претње на њиховом прагу. 1756. су начињени планови за узајамну одбрану и нападе Аустрије и Русије на Пруску, које би плаћала Француска.

## Европа

### 1756.
Британски премијер Војвода од Њукасла, је веровао да се може спречити избијање рата у Европи новим низом савезништава. Међутим, велика француска војска је прикупљена у Тулону, и Французи су започели кампању против Британаца нападом на Менорку у Средоземном мору. Британски покушај спасавања је спречен у бици код Менорке и острво је освојено 28. јуна (због чега је адмирал Џон Бинг послат на војни суд и погубљен). Рат између Британаца и Француске је био званично објављен 18. маја скоро две године након што су прве борбе избиле у територији Охаја.
Након што су чули вести о окршајима у Северној Америци, и након што су осигурали подршку Велике Британије преко Англо-пруског савеза, Фридрих II је 29. августа 1756 прешао границе Саксоније, једне од малих немачких држава у савезу са Аустријом. Замислио је ово као смели превентивни корак пред очекивано аустријско-француске инвазије Шлеске. Фридрих II је имао три циља у свом новом рату са Аустријом. Прво, Пруска ће освојити Саксонију и уклонити ову претњу ове земље по њу. Затим ће искористити саксонску војску и саксонску ризницу за пруске војне потребе. Други Фридрихов циљ је било да са својом војском напредује у Чешку где ће моћи успоставити зимску базу за своју војску на штету Аустрије. Треће, Фридрих је желео да нападне Моравску из Шлеске, освоји тврђаву у Оломоуцу и напредује ка Бечу и примора Аустрију да оконча рат.
Стога је, оставивши фелдмаршала грофа Курта фон Шверина у Шлеској са 25.000 војника да брани било какав продор из Моравске или Угарске, и оставивши фелдмаршала Ханса фон Левалта у Источној Пруској да заустави било какав руски напад са истока, Фридрих је кренуо са својом војском на Саксонију. Пруска војска је марширала према Саксонији у три колоне. На десној страни је била колона од око 15.000 војника под командом кнеза Фердинанда од Брунсвика. Са леве стране је била колона са око 18.000 војника под командом Војводе од Брунсвик-Беверена. У средини је био сам Фридрих II са фелдмаршалом Џејмсом Китом и заповедао војском од 30. војника. Фердинанд од Брунсвика је требало да опколи град Кемниц. The Војвода од Брунсвик-Беверена је требало да пређе Лужицу и да опколи Будишин. У међувремену Фридрих и фелдмаршал Кит би кренули на Дрезден.
Саксонска и аустријска војска су биле неприпремљене, а њихове снаге распршене. Фридрих је окупирао Дрезден уз мало или нимало отпора од Саксонаца. У бици код Ловосица 1. октобра 1756, краљ Фридрих је спречио пристизање у помоћ изолованој саксонској војсци аустријске војске под командом генерала Брауна. Пруси су прегазили кнежевину, што је имало за последицу пруску окупацију Саксоније и предају саксонске војске код Пирне октобра 1756. која је затим на силу уврштена у пруску војску. Напад на неутралну Саксонију је изазвало бес широм Европе и водило је јачању антипруске коалиција. Једини значајнији аустријски успех је била делимична окупација Шлеске.
Британија је била изненађена изненадном пруском офанзивом, али је сада почела да шаље залихе и 670.000 фунти (једнако 89,9 милиона фунти у 2024) свом новом савезнику Пруској. Британци су организовали комбиновану немачку (хановерску) војску под командом Војводе од Камберленда да бране Хановер од француске инвазије. Британци су покушали да убеде Низоземску републику да се придружи савезу, али је захтев одбијен јер су Холанђани желели да у потпуности остану неутрални. Упркос великој несразмери у бројности војски, ова година је била успешна за снаге предвођене Пруском у рату на европском континенту, насупрот разочаравајућој британској кампањи у Северној Америци.

### 1763.
До 1763. Фридрих је држао Шлеску под својом контролом и окупирао је делове Аустрије. Британску помоћ је повукао нови премијер Лорд Бјут, а руског цара је збацила његова супруга Катарина Велика, која је преусмерила руску помоћ назад Аустрији и покренула нове нападе на Пруску. Са друге стране, Аустрија је била ослабљена ратом и, као и већина учесника, суочавала се тешком финансијском кризом. Мировни договор је постигнут 1763. Хубертусбуршким миром чиме је окончан рат у средњој Европи.

## Колоније
Сукоб у колонијама углавном између Француске и Британије се одвијао у Индији, Северној Америци, Европи, карипским острвима, на Филипинима и приобалној Африци. Током рата Британци су стекли огромне територије и утицај на штету Француске.
Велика Британије је изгубила од Француза Мернорку у Средоземном мору 1756, али је заузела француске колоније у Сенегалу 1758. Британска краљевска морнарица је заузела француске колоније које производиле шећер Гваделуп 1759. и Мартиник 1762. као и шпанске градове Хавану на Куби, Манилу на Филипинима. Међутим, ширење у залеђе је наишло на јак отпор. На Филипинима Британци су били опкољени у Манили у све тежем војном положају пре него што је договорено њихово повлачење на крају рата.